# Toul

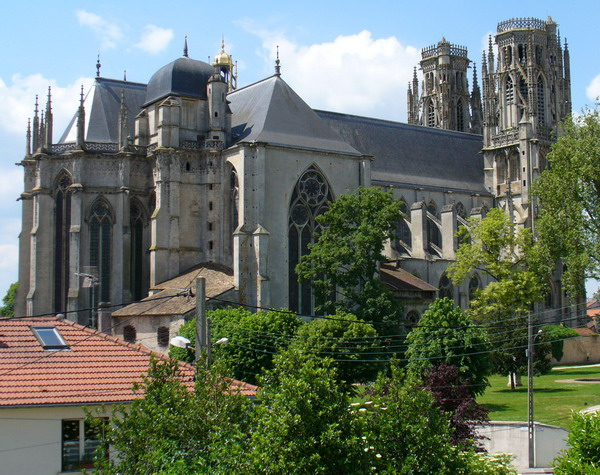
Catedrala Saint-Étienne de Toul

Toul este un oraș în nord-estul Franței, sub-prefectură a departamentului Meurthe-et-Moselle, în regiunea Lorena, situat pe râul Mosel, la 20 km vest de orașul Nancy. Centru al podgoriilor Côtes de Toul, orașul are o populație de 17.000 locuitori și posedă un bogat patrimoniu istoric și arhitectural.

## Personalități născute aici
- Fernande Sadler (1869 - 1949), pictoriță.

1. ↑  répertoire géographique des communes, accesat în 26 octombrie 2015
2. ↑  dataset of postal codes in France, 1 octombrie 2018